# Лезгистан (историко-географическая область)

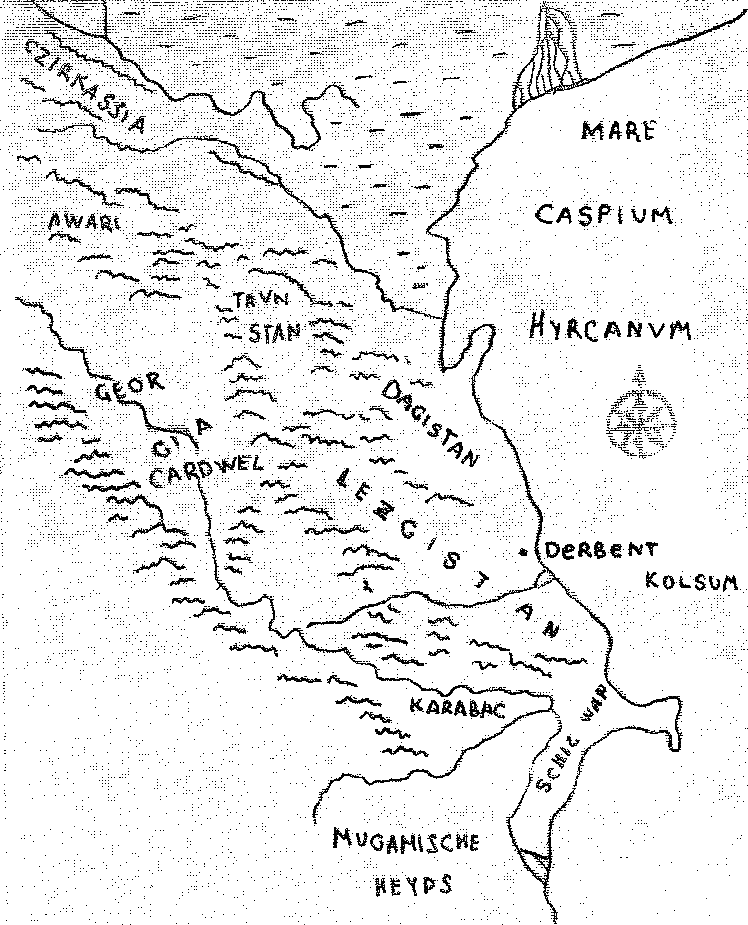
Лезгистан по версии И. Гербера, 1728 год

Лезгистан, или Лекзистан, — историко-географическая область, использовавшийся в Российской империи и в европейских источниках для обозначения части Кавказа, населённой, преимущественно народностями лезгинской подгруппы или  дагестанскими горцами, которых в дореволюционное время  также, иногда, ошибочно 
именовали «лезгинами».
Термин «Лезгинистан» возник в первой половине XIII века. Персидский историк Рашид ад-Дин, живший в то время, впервые употребил термин «Лезгистан» в общедагестанском значении. На русском это название передаётся как Легзистан или Лекзистан, что связано с тем, что в ранних памятниках форма лекзи обозначается арабской буквой ق и звук, соответственно, иногда передают через г. Об этом же писал Гасан Алкадари: «Известно также, что слово лезги употребляется с перестановкой букв г и з в форме легзи, так как в арабских словарях это имя приведено в последней форме». А. Г. Атаев утверждал:

Можно полагать, что в распространении этнонима «лезгин» на всех жителей Дагестана и топонима «Лезгинстан» на весь Дагестан определённую роль сыграл и Иран, В транскрипции фарсидского языка суффикс «з» показывает происхождение. Поэтому иранцы употребляли этноним «лег» с этим суффиксом — «лезг», подвергшимся позже огласовке — «лезг», «лезги». «Стан» по-фарсидски означает «страна».

Профессор Магомедов Р. М. полагал, что вначале у соседних народов Закавказья (армян, грузин) название дагестанского племени леги (по-грузински «леки») прочно и на долго закрепляется только за группой родственных племен Южного Дагестана, а затем оно распространяется почти на всю его территорию. Таким путем и закрепляется за Дагестаном название Лезгинистан".
Название «Лезгистан» использовалось для обозначения Дагестана у восточных авторов. Более того, многие авторы XVIII—XIX веков (И. А. Гюльденштедт, Эйхвальд, А. Берже и др.) вместо «Дагестан» также употребляли термин «Лезгинистан».
И. Гербер в термины «лезги», «лезгины», «Лезгинистан» включал территорию современного  центрального и южного Дагестана, а также северные районы современного Азербайджана (Акуша, Кази-Кумух, Кюра, Куба, Джары, Табасаран, Гулахан, Шаки). В 1728 году им была составлена карта земель и народов по западному побережью Каспийского моря, между Астраханью и рекой Кура. Её отпечатали в 1736 году. Указанная карта стала одной из первых карт по данным областям в русской картографии, которая была научно составлена. Одновременно с нею Гербер составил «Известие о находящихся с западной стороны Каспийского моря… народах и землях». В тесно связанной с картой «Известии…» Лезгистан включает 5 уездов (Акуша, Табассаран, Куба, Джар и Гулахан) и 5 народов (хассу-кумыки, курели, куреи, кумыки и шаки). К «Известию…» примыкает и «Примечания…» Гербера. Он считал, что под названием Лезгистан подразумевается не только Южный Дагестан, а «разумеются разные землицы и народы, например тавлинцы, акушинцы, кубинцы, курелы, дагестанцы, джары, кумыки, хайтаки, табасарань и другие, которые живут в Кавкасских горах или под оными, к востоку, к Каспийскому морю».
Со временем некоторые авторы стали по-разному обозначать территорию Дагестана: одну часть «Дагестаном», а другую «Лезгистаном». В «Известии…» Гербера фигурируют Дагестан (верхний и нижний) и Лезгистан. По сведениям, собранным среди кубинцев в 1830-х годах, Кубинская провинция делилась на две части: «заключающаяся между реками Самуром и Кудиалом называется Лезгистаном», а та часть, что от Кудиала и далее в горы — Туркистаном. Будухский и часть Ханалыгского магалов ввиду горного положения именовались Дагестаном.
Согласно 2-му дополнительному тому Энциклопедического словаря Брокгауза и Ефрона, вышедшего в 1906 году, Лезгистан — это часть Кавказа, населённая лезгинами, где лезгины представляют собой условное название для обозначения горцев Дагестанской области и отчасти южных склон Главного Кавказского хребта, а у русских использовалось, преимущественно, к южным дагестанцам (северных дагестанцев знали как тавлинцев).

В венецианском «Новом географическом словаре» 1827 года говорится: 
Лезгистан, провинция Персии [расположена] от 40* 15' до 43* 20' широты, пересекается Кавказом, орошается реками Аксай, Кой-су, Самур и др., населена лезгинами или лезги, аварами, казикумухами и кагмахарами(?), — разбойниками в горах и на равнинах.
Это название употребляется в статье «Горская независимость и генерал Деникин», опубликованной в газете «Северный Кавказ» за февраль 1919 года: «С момента падения правительства Керенского и торжества Советской власти, горские народы между двумя морями, начиная от Абхазии и кончая Лезгистаном, объединились в один государственный союз…» (Горская Республика была провозглашена Союзом объединённых горцев Северного Кавказа, Дагестана и Абхазии на территории Дагестанской и горских округов Терской областей). Дагестанский этнограф М. М. Ихилов со ссылкой на дагестанского историка Р. М. Магомедова отмечает, что после присоединения Дагестана к России в 1813 году южнодагестанское население с этого времени стали называть более определённо — лезгинами, а их страну «Лезгинстаном». В период Кавказской войны это название уже прочно закрепилось за Южным Дагестаном.